# Alexander Kolyaskin Memorial 2006
L'Alexander Kolyaskin Memorial 2006 è stato un torneo di tennis facente parte della categoria ATP Challenger Series nell'ambito dell'ATP Challenger Series 2006. Il torneo si è giocato a Donec'k in Ucraina dal 4 al 10 settembre 2006 su campi in cemento.

## Vincitori

### Singolare
Ilija Bozoljac ha battuto in finale  Tomáš Cakl con il punteggio di 6–4, 3–6, 7–5

### Doppio
Oleksandr Nedovjesov /  Aleksandr Yarmola hanno battuto in finale  Aleksandr Aksyonov /  Vladyslav Klymenko con il punteggio di 6–4, 6–2